# Gerbilliscus kempi
Gerbilliscus kempi és una espècie de mamífer rosegador de la família dels múrids. Viu a Benín, Burkina Faso, Burundi, el Camerun, la República Centreafricana, el Txad, la República Democràtica del Congo, Costa d'Ivori, Etiòpia, Ghana, Guinea, Kenya, Mali, Nigèria, Ruanda, Sierra Leone, el Sudan, el Sudan del Sud, Togo i Uganda. El seu hàbitat natural són les sabanes seques. És una espècie en risc mínim, és a dir, no sembla que hi hagi cap amenaça significativa per a la seva supervivència.
L'espècie fou anomenada en honor del comptable i naturalista Robin Kemp.